# Berg-Hellerkraut
Das Berg-Hellerkraut (Noccaea montana, Syn.: Thlaspi montanum L.), meist Berg-Täschelkraut genannt, ist eine Pflanzenart aus der Gattung der Täschelkräuter (Noccaea) innerhalb der Familie der Kreuzblütengewächse (Brassicaceae).

## Beschreibung

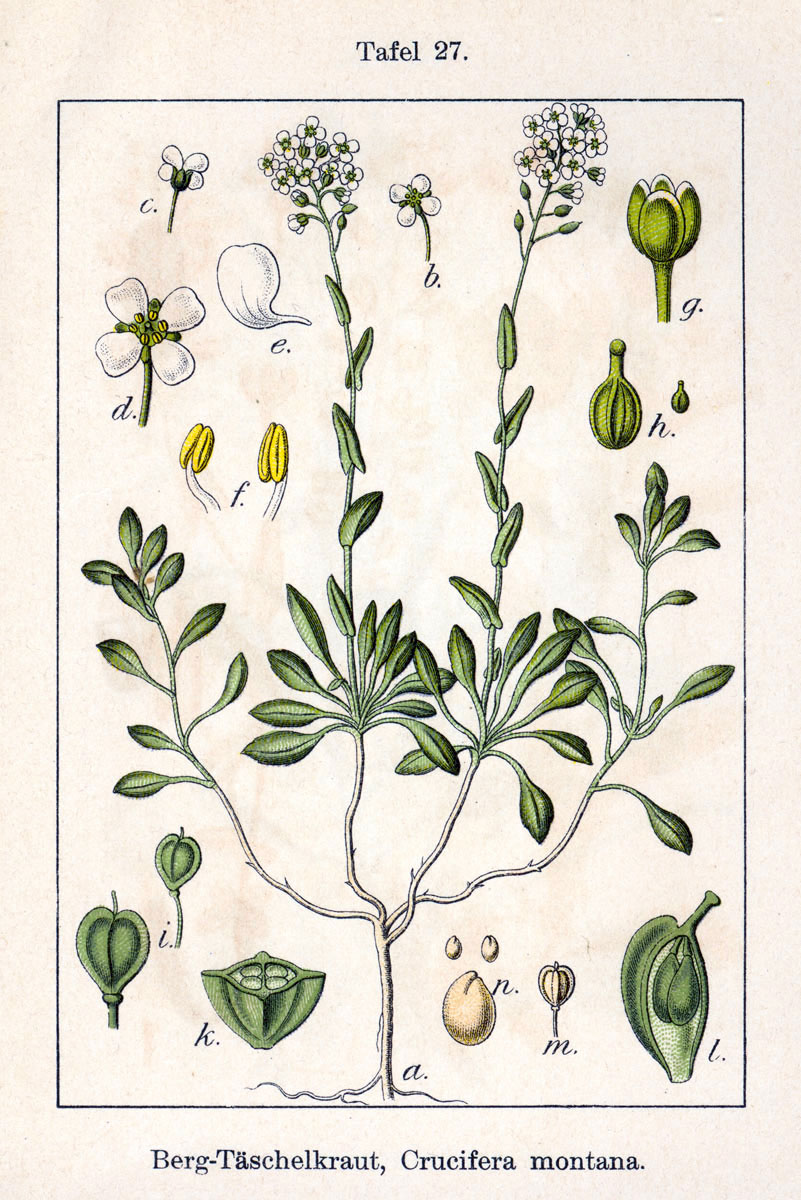
Illustration aus Sturm

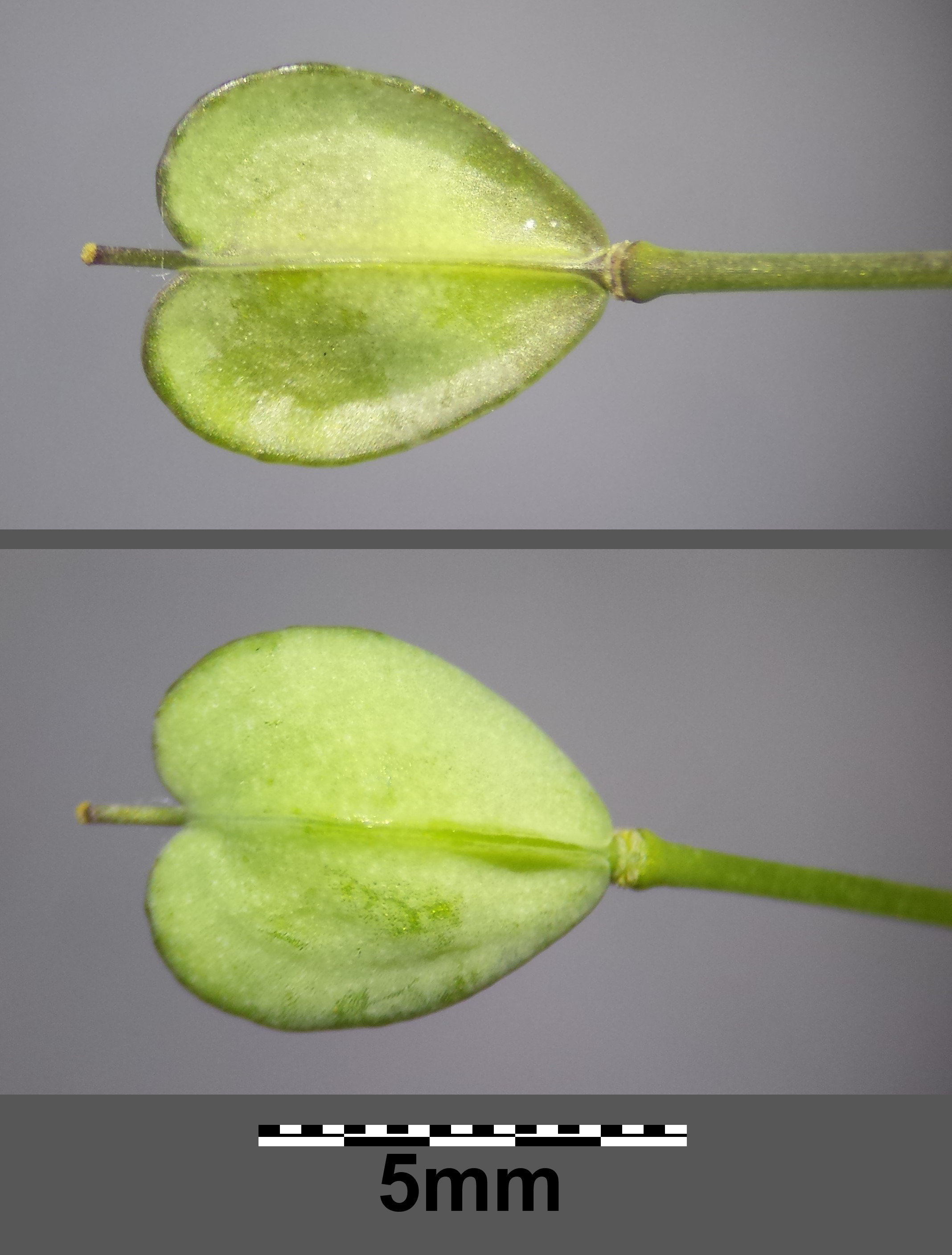
Schötchen

### Vegetative Merkmale
Das Berg-Hellerkraut wächst als wintergrüne, ausdauernde krautige Pflanze und erreicht Wuchshöhen von 10 bis 25 Zentimetern. Sie besitzt eine dünne, meist unterirdisch kriechende, verzweigte Grundachse. An deren Triebspitzen bilden sich blühende und sterile Rosetten. Die sterilen Rosetten blühen im zweiten Jahr. Je Rosette wachsen ein oder mehrere, unverzweigte, runde, kahle meist aufrechte Blütenstängel.
Die Laubblätter sind in einer Rosette und am Stängel verteilt angeordnet. Die mit einer Länge von 2 bis 5 Zentimetern ei- bis spatelförmige Blattspreite ist in einen mehr oder weniger langen Stiel verschmälert. Der Blattrand ist ganzrandig oder leicht gezähnelt. Die drei bis acht sitzenden Stängelblätter sind mit einer Länge von 0,5 bis 2 Zentimetern herzförmig.

### Generative Merkmale
Das Berg-Hellerkraut blüht vorwiegend von April bis Mai. Der Blütenstand ist zu Anfang doldentraubig ausgebildet, später streckt sie sich die Blütenstandsachse auf eine Länge von bis zu 15 Zentimetern zum traubigen Blütenstand.
Die zwittrige Blüte ist vierzählig. Die Kelchblätter sind mit einer Länge von 2 bis 3 Millimetern elliptisch, grün mit weißem Hautrand und mehr oder weniger spreizend. Die mit einer Länge von 5 bis 8 Millimetern spatelförmigen Kronblätter sind mehr als doppelt so lang wie die Kelchblätter. Die Platte der Kronblätter ist etwa 3 Millimeter breit und endet in einem schmalen Nagel.
Die auf etwa 5 bis 10 Millimeter langen, waagerecht abstehenden Stielen stehenden Schötchen sind mit einer Länge von 5 bis 8 Millimetern sowie einer Breite von 4 bis 7 Millimetern rundlich-verkehrt herzförmig und sind an der Spitze etwa 1,5 Millimeter breit geflügelt. In jedem Samenfach befinden sich etwa ein bis fünf Samen. Die Samen sind gelbbraun und glatt.
Die Chromosomenzahl beträgt 2n = 28.

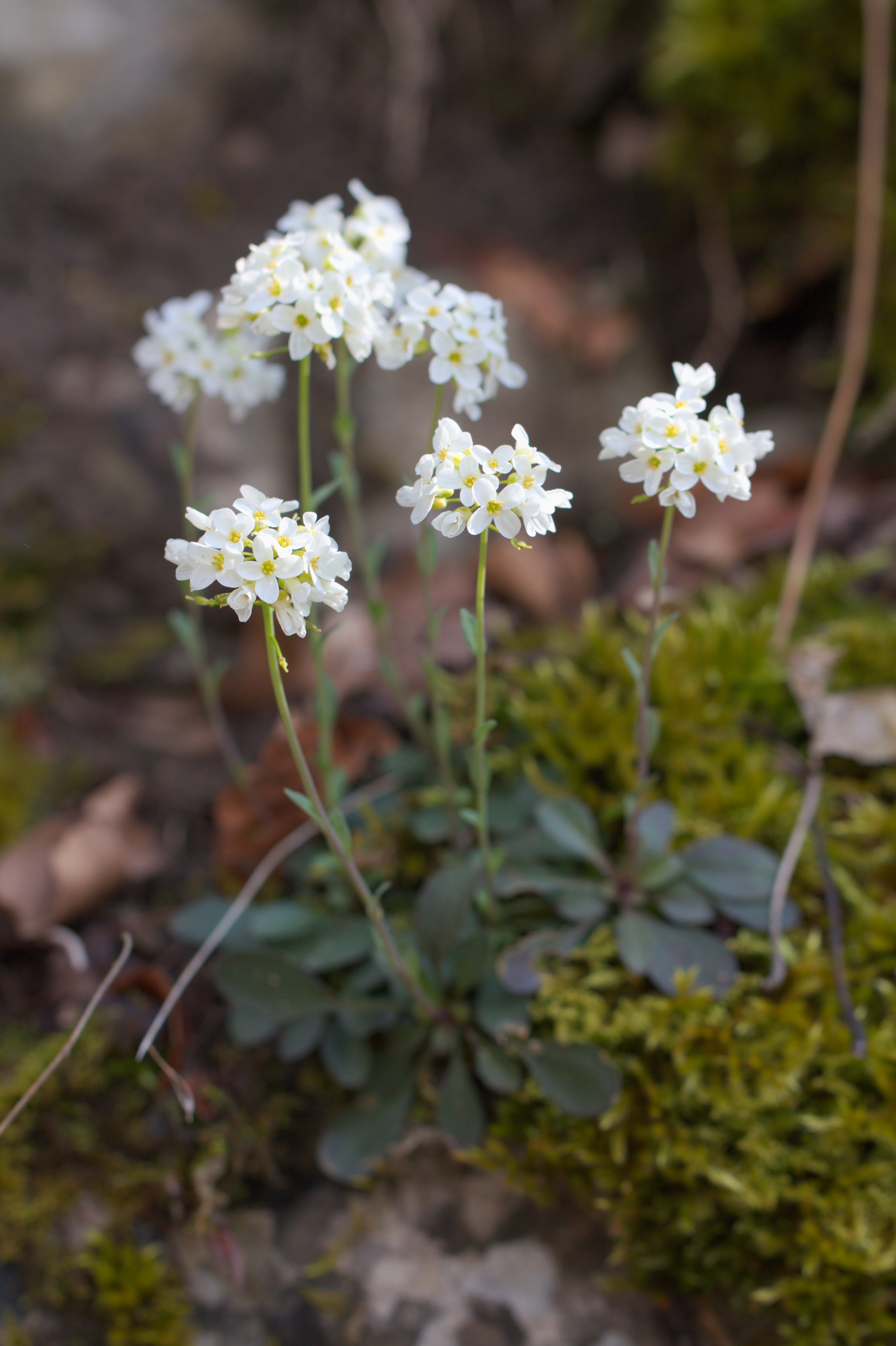
Habitus und Blütenstände im Habitat

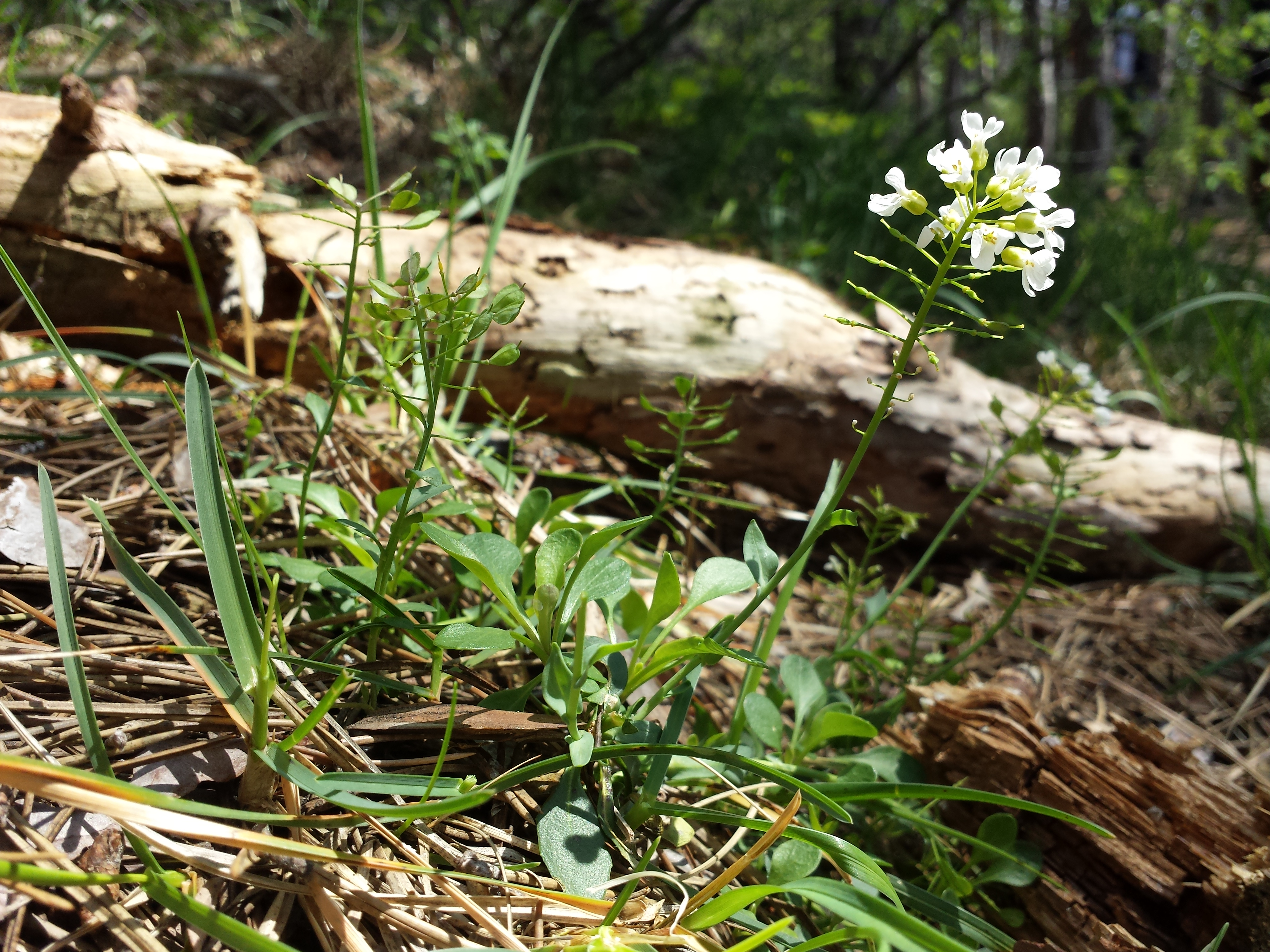
Habitus und Blütenstände im Habitat

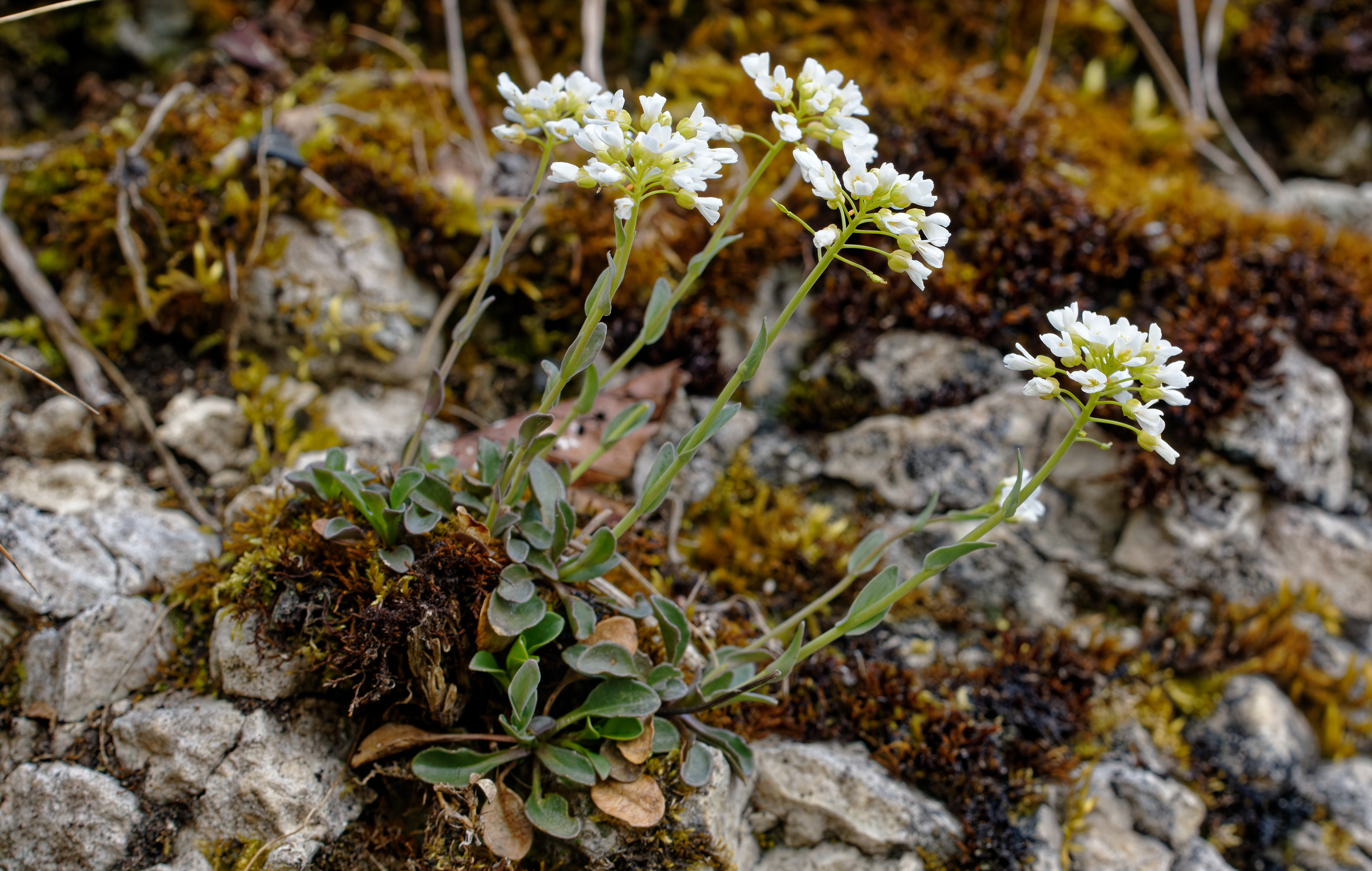
Habitus und Blütenstände im Habitat

## Vorkommen und Gefährdung
Das Berg-Hellerkraut ist ein praealpines Florenelement. Noccaea montana wächst in einem stark dijunktem Areal, das von Tschechien, Deutschland, Belgien, Frankreich, der Schweiz bis nach Spanien reicht. Es kommt in Mitteleuropa selten vor.
In Österreich kommt es nur selten vor und ist potentiell gefährdet. In der Schweiz findet man die Art im Gebiet vom Kanton Waadt bis Schaffhausen.
Das Berg-Hellerkraut ist in Deutschland selten. Der Verbreitungsschwerpunkt in Deutschland ist die Schwäbische Alb, wo man es zerstreut findet, sowie Thüringen und das nördliche Bayern. In der Roten Liste der gefährdeten Pflanzenarten in Deutschland wird es in Kategorie 3 = „gefährdet“ eingestuft.

### Standortansprüche
Das Berg-Hellerkraut wächst in Trocken- und Kiefernsteppenwald-Gesellschaften besonders der Verbände Erico-Pinion oder Quercion pubescentis, es kommt aber auch in Pflanzengesellschaften der Ordnung Brometalia oder des Verbands Berberidion vor. Es gedeiht in Mitteleuropa meist auf frischen bis wechselfrischen, nährstoffarmen, lockeren, flachgründigen Kalksteinböden. Es steigt auf dem Hochberg bei Wehingen bis in eine Höhenlage von bis zu 1008 Metern auf.
Die ökologischen Zeigerwerte nach Landolt et al. 2010 sind in der Schweiz: Feuchtezahl F = 2+ (frisch), Lichtzahl L = 4 (hell), Reaktionszahl R = 5 (basisch), Temperaturzahl T = 3+ (unter-montan und ober-kollin), Nährstoffzahl N = 2 (nährstoffarm), Kontinentalitätszahl K = 2 (subozeanisch).

## Taxonomie
Die Erstveröffentlichung erfolgte 1753 unter dem Namen (Basionym) Thlaspi montanum durch Carl von Linné in Species Plantarum, Tomus II, S. 647. Die Neukombination zu Noccaea montana (L.) F.K.Mey. wurde 1973 durch Friedrich Karl Meyer (1926–2012) als in Feddes Repertorium, Band 84, S. 461 veröffentlicht. Weitere Synonyme für Noccaea montana (L.) F.K.Mey. sind: Crucifera montana (L.) E.H.L.Krause, Thlaspi lotharingum Jord..